# Tingopyx ramosus
Tingopyx ramosus är en insektsart som beskrevs av Rauno E. Linnavuori och Delong 1978. Tingopyx ramosus ingår i släktet Tingopyx och familjen dvärgstritar. Inga underarter finns listade i Catalogue of Life.